# M777
Az M777 155 mm-es vontatott tarack, melyet a nagy-britanniai Vickers fejlesztett ki és a BAE Systems Land Systems vállalat gyártja az Egyesült Államokban. Az M777 tarackkal az Egyesült Államok Tengerészgyalogságánál és a szárazföldi erőknél az M198 tarackokat cserélik le, ezen kívül Kanada is hadrendbe állította. A tarackot az afganisztáni műveletekben is alkalmazzák, ahol az M982 Excalibur GPS-irányítású 155 mm-es lövedékeket tüzelik vele. A tarack képes bármely ma gyártott 155 mm-es lőszerrel üzemelni.
A mindössze 3275 kg-os ultrakönnyű tábori tarack (UHF, Ultralight-weight Field Howitzer) fejlesztését eredetileg a Vickers Shipbuilding and Engineering (VSEL) lőfegyverekkel foglalkozó Barrow-in-Furness-i részlege kezdte el. A VSEL-t 1999-ben beolvasztották a BAE Sytems Royal Ordnance részlegébe, amely 2004-ben a BAE Systems Land Systems egységének a része lett, így került az M777 fejlesztési projektje, illetve a gyártás végül a BAE Systemshez. A gyártást azonban az Egyesült Államokban végzik a BAE Systems Land and Armaments vállalatnál, mely 2005-ben került a BAE Systems-hez az amerikai United Defence megvásárlása után. Az amerikai végszerelésből adódóan a tarack alkatrészeinek 70%-kát az Egyesült Államokban gyártják, többek között a lövegcsövet is, melyet a Watervliet Arsenal készít. A tarackot 2005-től rendszeresítették.

A tarack előnyös tulajdonsága a rendkívül kicsi tömege, melyet nagyszilárdásgú titán- és alumínium-ötvözetek széles körű alkalmazásával értek el. Ennek köszönhetően 40%-kal könnyebb, mint az M198 tarack. Ez lehetővé teszi, hogy a tengerészgyalogság billenőrotoros MV–22 Osprey konvertiplánjai is szállítsák, valamint C–130-as repülőgépekről ejtőernyővel deszantolható (pl. LAPES-szel). A kis szerkezeti tömeg miatt a vontatása és a szárazföldi manőverezés is egyszerűbb. Modern, kompakt felépítésének köszönhetően 5 fő is elégséges a kezeléséhez. Tűzvezető rendszere digitális.

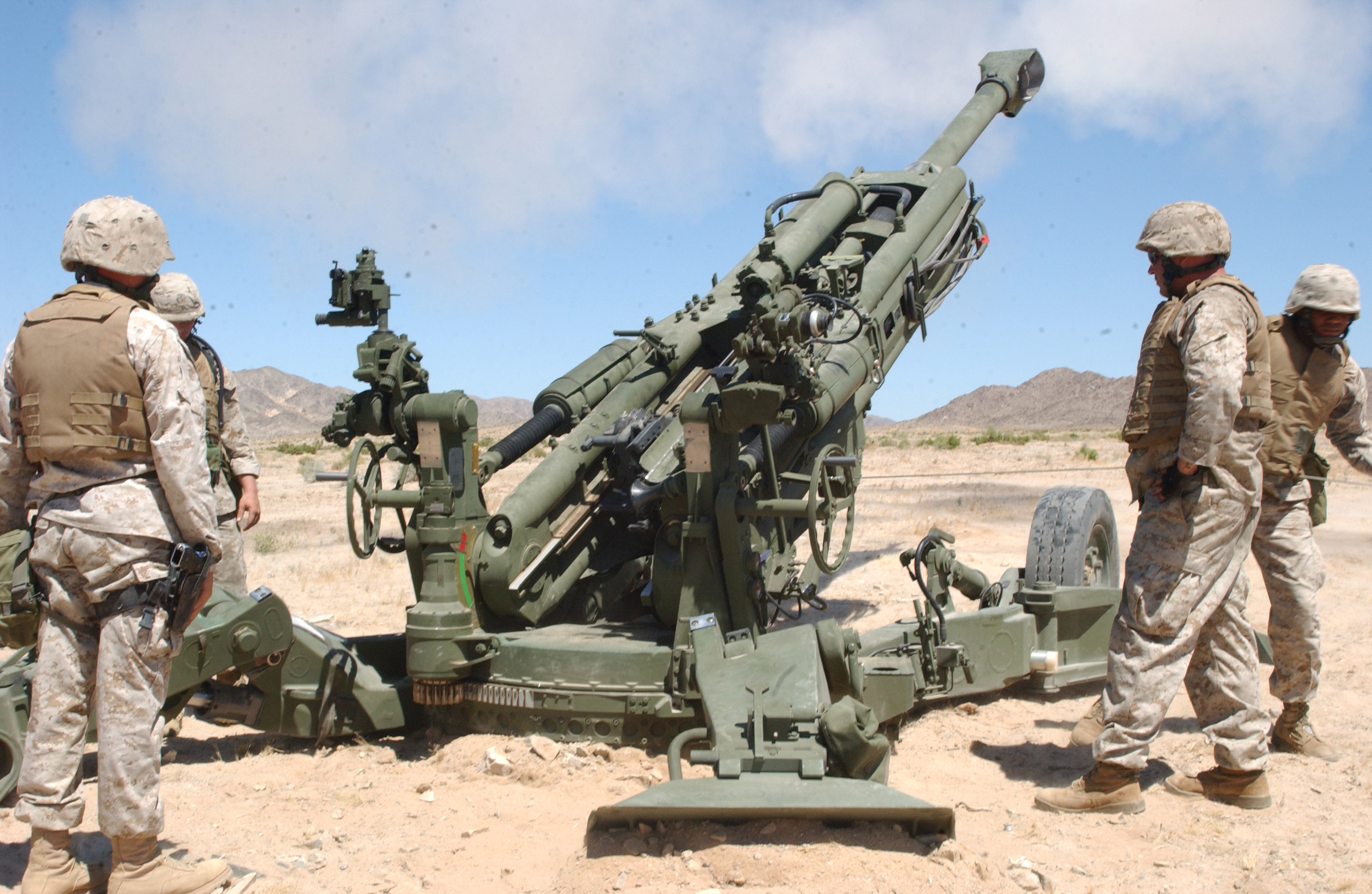
M777 lőgyakorlaton
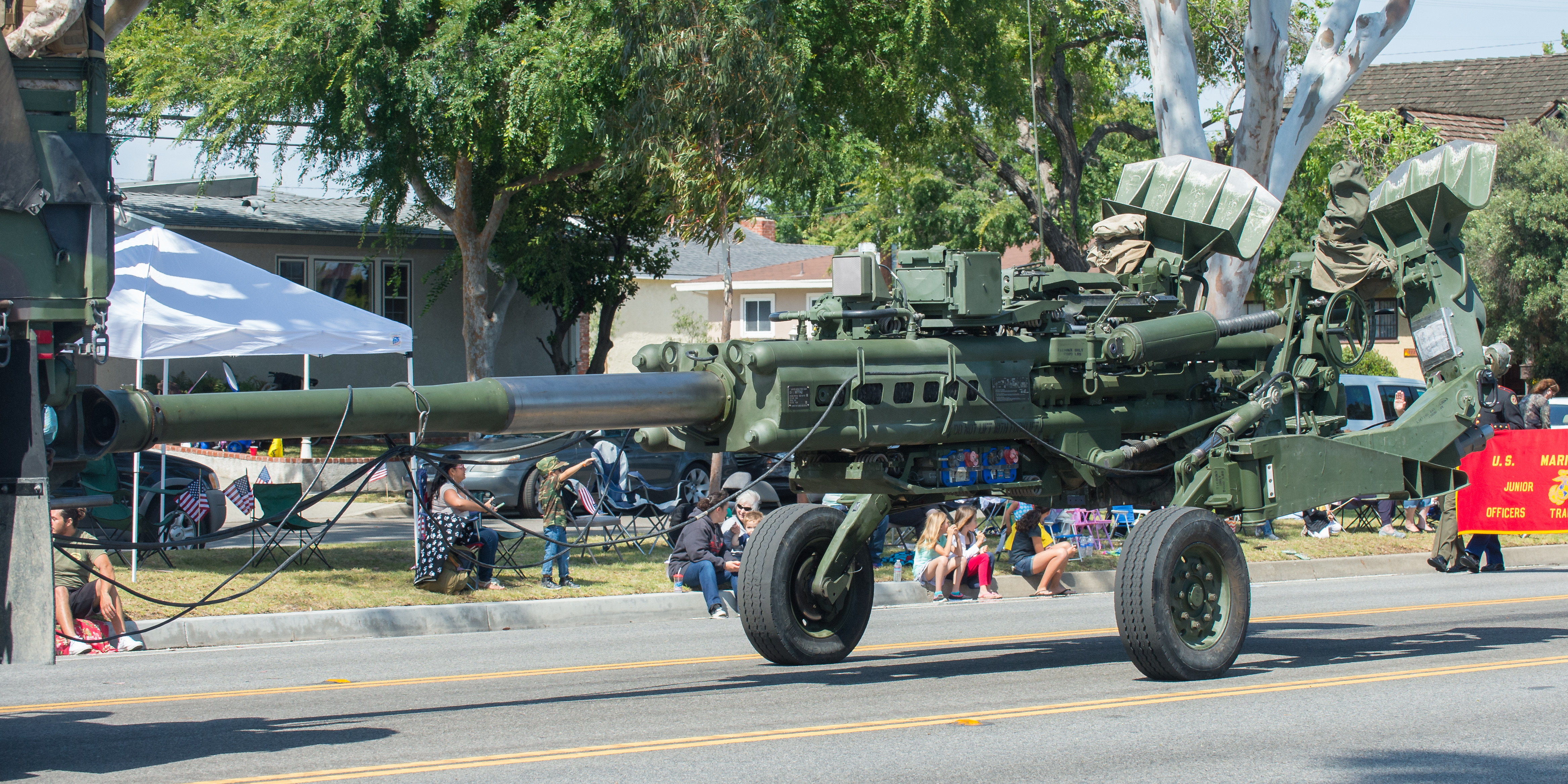
Vontatás közben
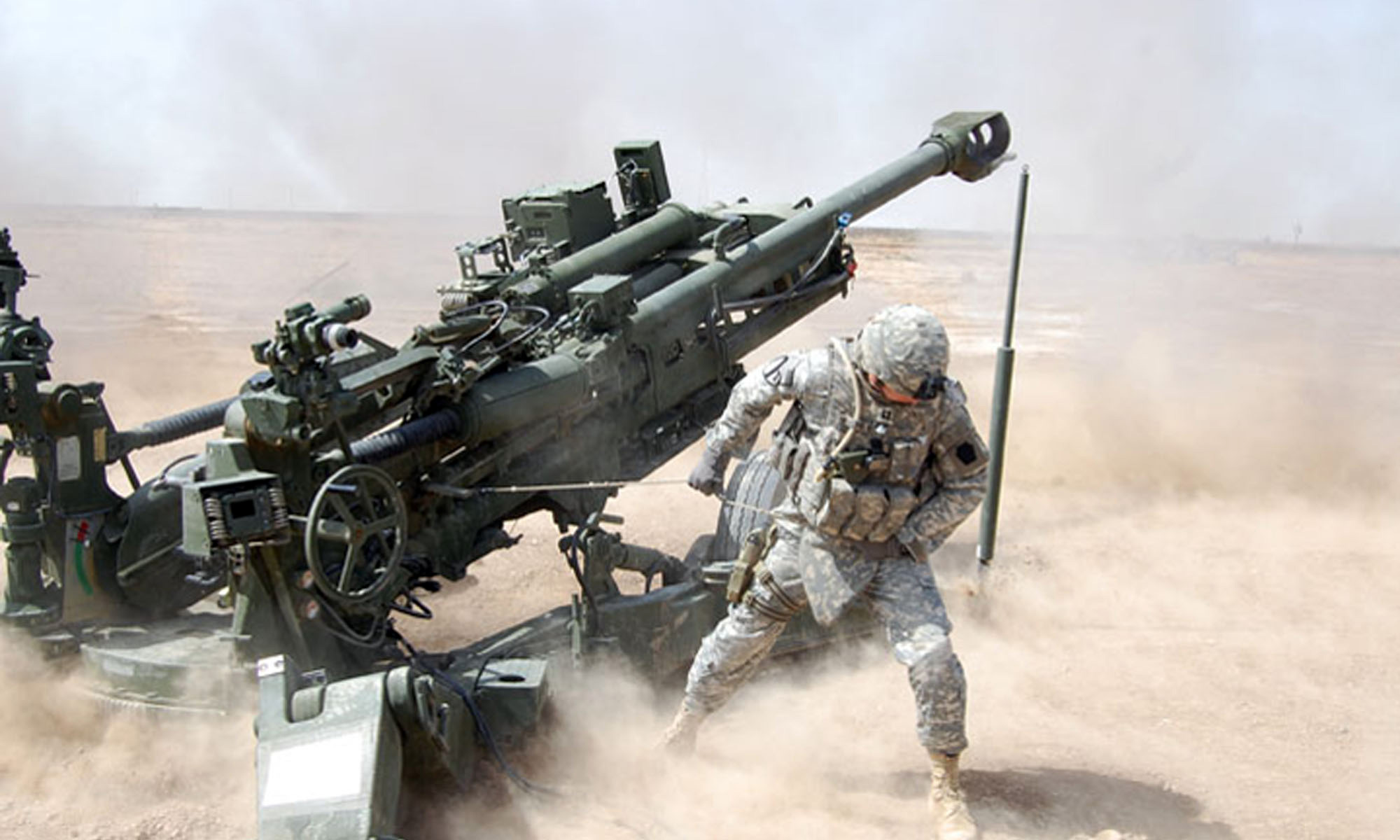
Tüzelés (Irak, 2009)
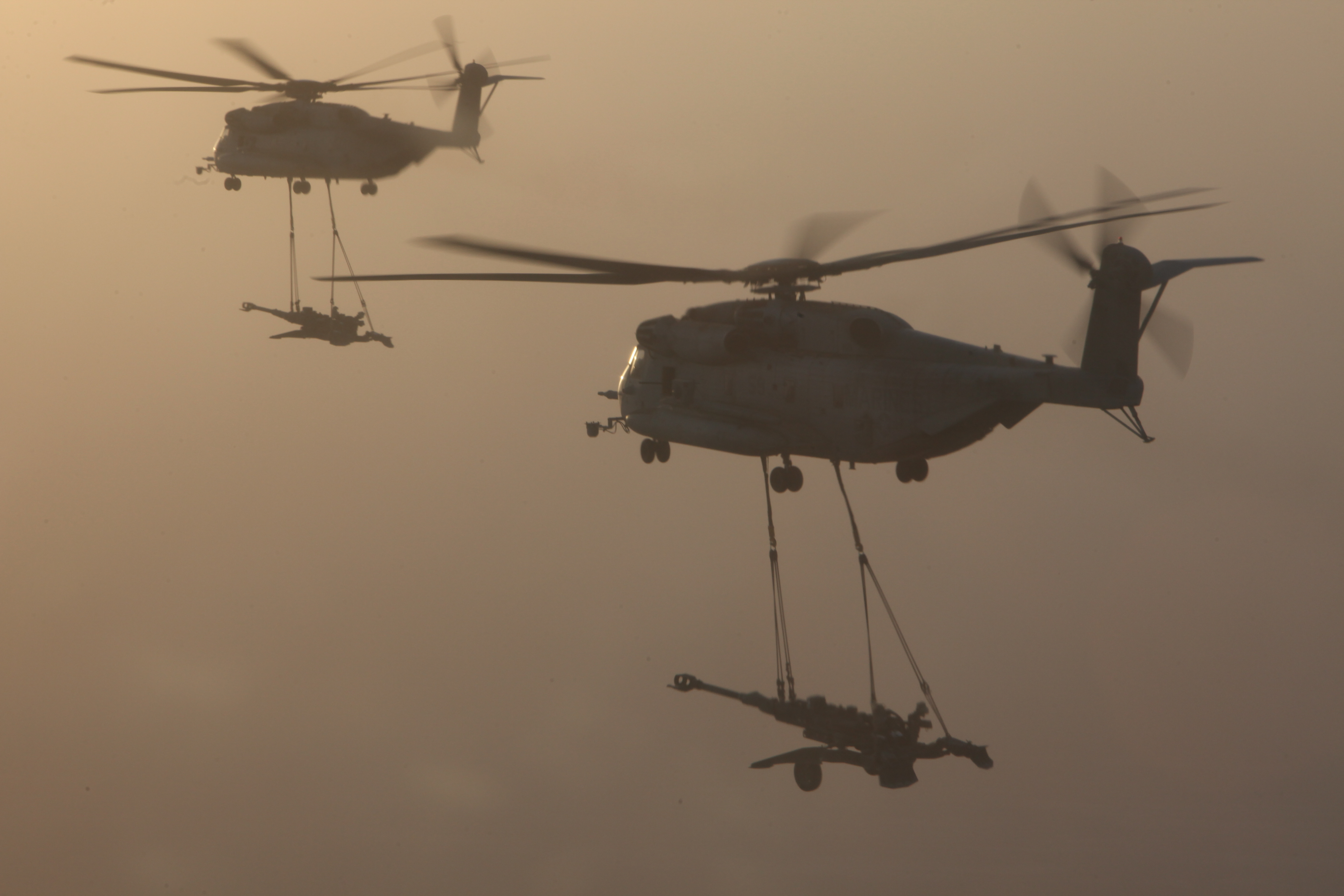
A könnyű titán szerkezet lehetővé teszi a légi szállítást is

## Külső hivatkozások
- Az M777 tarack az Army-Technology oldalán (angolul)
- Az M777 a Global Security-n (angolul)
- Kanadai M777 tarackok a Canadian American Strategic Review oldalán (angolul) Archiválva 2008. április 5-i dátummal a Wayback Machine-ben